# Afghanistan-Wühlmaus
Die Afghanistan-Wühlmaus (Microtus afghanus) ist ein in Zentralasien verbreitetes Nagetier in der Gattung der Feldmäuse. Der nächste Verwandte der Art ist die Buchara-Wühlmaus (Microtus bucharensis) und beide Arten zusammen bilden die Untergattung Afghanische Wühlmäuse (Blanfordimys), die zeitweilig als Gattung anerkannt war.

## Merkmale
Erwachsene Exemplare erreichen eine Kopf-Rumpf-Länge von 65 bis 125 mm, eine Schwanzlänge von 12 bis 38 mm und ein Gewicht von 16 bis 61 g. Allgemein sind Männchen kleiner als Weibchen. Die Hinterfüße sind 9 bis 26 mm lang und die Länge der Ohren liegt bei 7 bis 14 mm. Das oberseitige Fell hat eine hellgraue bis gelbgraue Farbe und unterseits ist weißliches Fell vorhanden. Am weißlichen Schwanz ist die Unterseite nur selten sichtbar heller. Unterschiede zur Buchara-Wühlmaus bestehen in abweichenden Details des Schädels und der Zähne. Zusätzlich hat die Art einen diploiden Chromosomensatz mit 58 Chromosomen (2n=58), während die Schwesterart 48 Chromosomen aufweist.

## Unterarten und Verbreitung
Es werden drei Unterarten unterschieden.
- M. a. afghanus, in der nordöstlichen Hälfte Afghanistans, im Nordosten von Iran und im Süden von Turkmenistan.
- M. a. balchanensis, im Großen Balkan, westliches Turkmenistan.
- M. a. dangarinensis, im südwestlichen Tadschikistan.

Die Afghanistan-Wühlmaus hält sich auf Hochebenen und in Gebirgen zwischen 1500 und 3400 Meter Höhe auf. Sie bewohnt Wüsten, Steppen, andere Grasländer und Buschflächen. Der Boden besteht meist aus losem Lehm oder anderen lockeren Erdarten. Diese Feldmaus sucht die Nähe von Wasserläufen.

## Lebensweise
Im Sommer ist die Art etwa 3 Stunden nach der Morgendämmerung und vier Stunden vor der Abenddämmerung aktiv. Sie bevorzugt im Winter die Mittagszeit. Eine Kolonie mit vielen Mitgliedern bewohnt ein komplexes Tunnelsystem, das eine Fläche von 5 bis 45 m² überspannt. Im Bau befindet sich eine Wohnkammer mit einem Durchmesser von 8 bis 14 cm und mehrere zusätzliche Kammern. Von der Kammer führen ein bis drei Gänge zur Oberfläche, die sich kurz zuvor in horizontale Tunnel verteilen. Die Gesamtlänge der eines Baus liegt zwischen 30 und 50 Meter oder selten 70 Meter. Gewöhnlich kommen 18 Ausgänge vor und manchmal sind bis zu 100 Ausgänge vorhanden. Zur Verständigung gibt es helle quickende Laute, die jedoch nicht weit reichen. Die Warnung vor Feinden erfolgt durch die im gleichen Gebiet verbreitete Große Rennmaus (Rhombomys opimus).
Die Nahrung besteht aus grünen Pflanzenteilen und Blumen, die gelegentlich mit Wurzeln und Pflanzensamen komplettiert werden. Bei Studien konnten etwa 100 konsumierte Pflanzenarten unterschieden werden. Als Vorrat dienen hauptsächlich Seggen (Carex) und Zwiebel-Rispengras (Poa bulbosa) sowie Knollen. Dieser wiegt pro Bau 0,8 bis 1,4 kg. Die Fortpflanzung findet zwischen September und Mai statt, mit der größten Anzahl Neugeborener im März und April. In dieser Zeit kommen bei Weibchen ein bis zwei Würfe vor, mit bis zu 13 Nachkommen pro Wurf (meist 3 bis 6) nach 21 bis 22 Tagen Trächtigkeit.

## Gefährdung
Die IUCN listet die Afghanistan-Wühlmaus als nicht gefährdet (least concern) aufgrund fehlender Bedrohungen und einer großen Gesamtpopulation.